# Melitaea argentea
Melitaea argentea är en fjärilsart som beskrevs av Johann Heinrich Fixsen 1887. Melitaea argentea ingår i släktet Melitaea och familjen praktfjärilar. Inga underarter finns listade i Catalogue of Life.